# Malegoude
Malegoude település Franciaországban, Ariège megyében. Lakosainak száma 37 fő (2022. január 1.). Malegoude Cazals-des-Baylès, Mirepoix, Sainte-Foi, Saint-Gaudéric és Seignalens községekkel határos.

## Népesség
A település népességének változása:
| Lakosok száma | 49   | 49   | 66   | 60   | 40   | 44   | 46   | 45   | 43   | 37   |
|               | 1968 | 1982 | 1990 | 2006 | 2013 | 2015 | 2017 | 2019 | 2020 | 2022 |